# Скільки років, скільки зим!
«Скільки років, скільки зим!» (рос. «Сколько лет, сколько зим!») — радянський двосерійний художній фільм 1965 року, знятий режисером Миколою Фігуровським.

## Сюжет
Молодий сільський вчитель Василь Ілліч Радецький (Олександр Дем'яненко) незадовго до війни одружується з Катею (Валентина Куценко), родичкою репресованого воєначальника, і відвозить її до села, рятуючи від арешту, разом із дівчинкою, донькою воєначальника, яку вони вдочерили. Катя полюбила Василя, їхній шлюб став дійсним. Почалася війна, Радецький пішов на фронт, вагітна Катя перенесла багато бід в окупації, дитина у неї померла, але прийомну дочку їй вдалося врятувати. Герої зустрілися після війни, і Радецький продовжував працювати вчителем у тому селі.

## У ролях
- Олександр Дем'яненко — Радецький
- Нінель Жуковська — Клавдія Федорівна
- Валентина Куценко — Катя
- Тамара Логінова — Коробова
- Михайло Глузський — епізод
- Леонід Кміт — Кравець
- Олександр Лук'янов — Андрій Макарович
- Дмитро Орлов — епізод
- Володимир Васильєв — Григораш
- Олександр Гречаний — дядько Федя
- Світлана Данильченко — Люба
- Дмитро Капка — батько Люби
- Петро Масоха — матрос, селянин, робітник
- Станіслав Фесюнов — комісар
- Вікторія Чаєва — Глафіра
- Олександр Афанасьєв — командир
- Ігор Боголюбов — епізод
- Іван Савкін — епізод
- Олександр Смирнов — начальник штабу дивізії
- Етель Ковенська — вчителька-єврейка
- Раднер Муратов — епізод
- Ян Янакієв — Фріц
- Галина Рогачова — вчителька
- Зінаїда Воркуль — колгоспниця
- Борис Владомирський — епізод
- Юрій Чекулаєв — лейтенант у вагоні
- Василь Молодцов — Кутузов
- Любов Малиновська — Настасся Василівна
- Володимир Махов — командир артилерії

## Знімальна група
- Режисер — Микола Фігуровський
- Сценарист — Микола Фігуровський
- Оператор — Андрій Кириллов
- Композитор — Лев Солін
- Художник — Євген Ігнатьєв